# Gran Premio de la República Checa de Motociclismo de 2007
El Gran Premio de la República Checa de Motociclismo de 2007 (oficialmente Cardion Grand Prix České Republiky) fue la duodécima prueba del Campeonato del Mundo de Motociclismo de 2007. Tuvo lugar en el fin de semana del 17 al 19 de agosto de 2007 en el Autódromo de Brno, situado en Brno, Moravia, República Checa.
La carrera de MotoGP fue ganada por Casey Stoner, seguido de John Hopkins y Nicky Hayden. Jorge Lorenzo ganó la prueba de 250 cc, por delante de Andrea Dovizioso y Mika Kallio. La carrera de 125 cc fue ganada por Héctor Faubel, Mattia Pasini fue segundo y Lukáš Pešek tercero.

## Resultados

### Resultados MotoGP
| Pos.    | N.º | Piloto           | Constructor | Vueltas | Tiempo/Retirado | Parrilla | Puntos |
| ------- | --- | ---------------- | ----------- | ------- | --------------- | -------- | ------ |
| 1       | 27  | Casey Stoner     | Ducati      | 22      | 43:45.810       | 1        | 25     |
| 2       | 21  | John Hopkins     | Suzuki      | 22      | +7.903          | 4        | 20     |
| 3       | 1   | Nicky Hayden     | Honda       | 22      | +13.100         | 2        | 16     |
| 4       | 26  | Daniel Pedrosa   | Honda       | 22      | +15.800         | 3        | 13     |
| 5       | 71  | Chris Vermeulen  | Suzuki      | 22      | +17.303         | 8        | 11     |
| 6       | 65  | Loris Capirossi  | Ducati      | 22      | +19.363         | 7        | 10     |
| 7       | 46  | Valentino Rossi  | Yamaha      | 22      | +22.485         | 6        | 9      |
| 8       | 14  | Randy de Puniet  | Kawasaki    | 22      | +23.073         | 5        | 8      |
| 9       | 4   | Alex Barros      | Ducati      | 22      | +32.292         | 13       | 7      |
| 10      | 7   | Carlos Checa     | Honda       | 22      | +35.153         | 12       | 6      |
| 11      | 24  | Toni Elías       | Honda       | 22      | +37.748         | 14       | 5      |
| 12      | 13  | Anthony West     | Kawasaki    | 22      | +38.250         | 16       | 4      |
| 13      | 50  | Sylvain Guintoli | Yamaha      | 22      | +43.694         | 10       | 3      |
| 14      | 56  | Shinya Nakano    | Honda       | 22      | +57.069         | 11       | 2      |
| 15      | 80  | Kurtis Roberts   | KR212V      | 22      | +1:09.603       | 17       | 1      |
| 16      | 22  | Iván Silva       | Ducati      | 22      | +1:21.410       | 20       |        |
| 17      | 6   | Makoto Tamada    | Yamaha      | 22      | +1:25.804       | 15       |        |
| Ret     | 5   | Colin Edwards    | Yamaha      | 2       | Retirado        | 9        |        |
| WD      | 33  | Marco Melandri   | Honda       |         | Retirado        |          |        |
| Fuente: |     |                  |             |         |                 |          |        |

### Resultados 250cc
| Pos.    | N.º | Piloto              | Constructor | Vueltas | Tiempo/Retirado | Parrilla | Puntos |
| ------- | --- | ------------------- | ----------- | ------- | --------------- | -------- | ------ |
| 1       | 1   | Jorge Lorenzo       | Aprilia     | 20      | 41:04.954       | 1        | 25     |
| 2       | 34  | Andrea Dovizioso    | Honda       | 20      | +7.708          | 3        | 20     |
| 3       | 36  | Mika Kallio         | KTM         | 20      | +11.107         | 9        | 16     |
| 4       | 80  | Héctor Barberá      | Aprilia     | 20      | +13.422         | 5        | 13     |
| 5       | 19  | Álvaro Bautista     | Aprilia     | 20      | +13.944         | 2        | 11     |
| 6       | 4   | Hiroshi Aoyama      | KTM         | 20      | +13.989         | 10       | 10     |
| 7       | 12  | Thomas Lüthi        | Aprilia     | 20      | +22.817         | 12       | 9      |
| 8       | 60  | Julián Simón        | Honda       | 20      | +36.339         | 7        | 8      |
| 9       | 73  | Shuhei Aoyama       | Honda       | 20      | +36.367         | 8        | 7      |
| 10      | 15  | Roberto Locatelli   | Gilera      | 20      | +37.552         | 15       | 6      |
| 11      | 3   | Alex de Angelis     | Aprilia     | 20      | +1:02.616       | 4        | 5      |
| 12      | 32  | Fabrizio Lai        | Aprilia     | 20      | +1:13.529       | 17       | 4      |
| 13      | 41  | Aleix Espargaró     | Aprilia     | 20      | +1:14.063       | 22       | 3      |
| 14      | 17  | Karel Abraham       | Aprilia     | 20      | +1:14.575       | 20       | 2      |
| 15      | 7   | Efrén Vázquez       | Aprilia     | 20      | +1:14.643       | 19       | 1      |
| 16      | 8   | Ratthapark Wilairot | Honda       | 20      | +1:15.165       | 18       |        |
| 17      | 28  | Dirk Heidolf        | Aprilia     | 20      | +1:15.474       | 16       |        |
| 18      | 16  | Jules Cluzel        | Aprilia     | 20      | +1:40.064       | 21       |        |
| 19      | 10  | Imre Tóth           | Aprilia     | 20      | +1:53.798       | 23       |        |
| 20      | 45  | Dan Linfoot         | Aprilia     | 20      | +1:57.103       | 25       |        |
| Ret     | 25  | Alex Baldolini      | Aprilia     | 18      | Retirado        | 22       |        |
| Ret     | 50  | Eugene Laverty      | Honda       | 11      | Retirado        | 24       |        |
| Ret     | 6   | Alex Debón          | Aprilia     | 10      | Caída           | 2        |        |
| Ret     | 55  | Yuki Takahashi      | Honda       | 3       | Caída           | 6        |        |
| Ret     | 58  | Marco Simoncelli    | Gilera      | 2       | Caída           | 14       |        |
| DNS     | 44  | Taro Sekiguchi      | Aprilia     |         | No participó    |          |        |
| DNQ     | 89  | Ho Wan Chow         | Aprilia     |         | No se clasificó |          |        |
| DNQ     | 87  | Jiří Mayer          | Honda       |         | No se clasificó |          |        |
| DNQ     | 88  | Zhu Wang            | Aprilia     |         | No se clasificó |          |        |
| Fuente: |     |                     |             |         |                 |          |        |

### Resultados 125cc
| Pos.    | N.º | Piloto             | Constructor | Vueltas | Tiempo/Retirado | Parrilla | Puntos |
| ------- | --- | ------------------ | ----------- | ------- | --------------- | -------- | ------ |
| 1       | 55  | Héctor Faubel      | Aprilia     | 19      | 40:57.408       | 2        | 25     |
| 2       | 75  | Mattia Pasini      | Aprilia     | 19      | +0.070          | 3        | 20     |
| 3       | 52  | Lukáš Pešek        | Derbi       | 19      | +0.222          | 5        | 16     |
| 4       | 14  | Gábor Talmácsi     | Aprilia     | 19      | +0.272          | 1        | 13     |
| 5       | 71  | Tomoyoshi Koyama   | KTM         | 19      | +7.607          | 4        | 11     |
| 6       | 44  | Pol Espargaró      | Aprilia     | 19      | +12.066         | 10       | 10     |
| 7       | 24  | Simone Corsi       | Aprilia     | 19      | +12.394         | 14       | 9      |
| 8       | 60  | Michael Ranseder   | Derbi       | 19      | +13.003         | 11       | 8      |
| 9       | 34  | Randy Krummenacher | KTM         | 19      | +19.764         | 6        | 7      |
| 10      | 11  | Sandro Cortese     | Aprilia     | 19      | +24.043         | 8        | 6      |
| 11      | 12  | Esteve Rabat       | Honda       | 19      | +33.634         | 18       | 5      |
| 12      | 6   | Joan Olivé         | Aprilia     | 19      | +33.725         | 16       | 4      |
| 13      | 38  | Bradley Smith      | Honda       | 19      | +33.863         | 13       | 3      |
| 14      | 7   | Alexis Masbou      | Honda       | 19      | +34.263         | 15       | 2      |
| 15      | 27  | Stefano Bianco     | Aprilia     | 19      | +39.034         | 24       | 1      |
| 16      | 51  | Stevie Bonsey      | KTM         | 19      | +43.841         | 27       |        |
| 17      | 8   | Lorenzo Zanetti    | Aprilia     | 19      | +44.121         | 20       |        |
| 18      | 35  | Raffaele De Rosa   | Aprilia     | 19      | +44.413         | 22       |        |
| 19      | 15  | Federico Sandi     | Aprilia     | 19      | +44.468         | 21       |        |
| 20      | 63  | Mike Di Meglio     | Honda       | 19      | +44.666         | 19       |        |
| 21      | 20  | Roberto Tamburini  | Aprilia     | 19      | +52.028         | 14       |        |
| 22      | 18  | Nicolás Terol      | Derbi       | 19      | +57.920         | 25       |        |
| 23      | 86  | Ricard Cardús      | Aprilia     | 19      | +58.099         | 30       |        |
| 24      | 37  | Joey Litjens       | Honda       | 19      | +58.538         | 28       |        |
| 25      | 94  | Toni Wirsing       | Honda       | 19      | +1:10.607       | 31       |        |
| 26      | 13  | Dino Lombardi      | Honda       | 19      | +1:12.782       | 34       |        |
| 27      | 56  | Hugo van den Berg  | Aprilia     | 19      | +1:16.595       | 26       |        |
| 28      | 99  | Danny Webb         | Honda       | 19      | +1:23.792       | 32       |        |
| 29      | 77  | Dominique Aegerter | Aprilia     | 19      | +1:23.879       | 29       |        |
| 30      | 53  | Simone Grotzkyj    | Aprilia     | 19      | +1:29.979       | 33       |        |
| 31      | 92  | Karel Pešek        | Aprilia     | 18      | +1 vuelta       | 37       |        |
| Ret     | 33  | Sergio Gadea       | Aprilia     | 16      | Caída           | 7        |        |
| Ret     | 29  | Andrea Iannone     | Aprilia     | 15      | Retirado        | 17       |        |
| Ret     | 22  | Pablo Nieto        | Aprilia     | 11      | Caída           | 9        |        |
| Ret     | 95  | Robert Mureșan     | Derbi       | 8       | Caída           | 23       |        |
| Ret     | 93  | Michal Prášek      | Honda       | 7       | Retirado        | 35       |        |
| Ret     | 91  | Karel Majek        | FGR         | 6       | Retirado        | 36       |        |
| Fuente: |     |                    |             |         |                 |          |        |